# Bewegungskopplung
Unter Bewegungskopplung versteht die Bewegungswissenschaft die Verbindung mehrerer Teilkörperbewegungen zu einem geordneten Bewegungsablauf. Mit der Bewegungskopplung entsteht eine „Gliederkette“ von Einzelbewegungen und Teilimpulsen, deren Koordinierung und Feinabstimmung zu einer Dynamisierung und Optimierung der Gesamtbewegung führt. Das Entstehen einer optimalen Bewegungsqualität setzt ein zweckmäßiges Zusammenspiel der Teilkörperbewegungen und Impulse in Form einer räumlichen, zeitlichen und dynamischen Abstimmung voraus. Der Anfangsimpuls kann vom Kopf (Kopfsteuerung), vom Rumpf oder von den Extremitäten ausgehen.
Die Bewegungskopplung ist ein wesentliches Element bei der Realisierung einer gut koordinierten Bewegung.

## Systematisierung
Je nach Betrachterperspektive findet eine unterschiedliche Einordnung und Charakterisierung statt:
Vom Sachaspekt der Bewegung her gesehen wird die Bewegungskopplung als „Bewegungseigenschaft“ oder als „Bewegungsmerkmal“ bezeichnet. Als Strukturkennzeichen verbindet sie sich mit weiteren Merkmalen wie etwa der Bewegungspräzision, der Bewegungskonstanz oder dem Bewegungsrhythmus.
Vom Subjektaspekt der sich bewegenden Person her gesehen wird das Kopplungsvermögen den „Bewegungsfähigkeiten“ zugerechnet. Sie steht dann in einer Reihe mit der Raumorientierung, der Antizipation oder der Steuerungsfähigkeit der Bewegung und stellt als solche eine wesentliche Komponente zur Gestaltung einer gelungenen Bewegungskoordination dar.
In der Bewegungslehre unterscheidet man bei der Bewegungskoppelung ferner zwischen
- einer morphologischen Betrachtungsweise (Erfassung des ganzheitlichen Erscheinungsbildes)[3]
- einer funktionalen Betrachtungsweise (Analyse der Informationsverarbeitung auf der physiologischen Prozessebene)[4][5] und
- einer biomechanischen  Betrachtungsweise (Zusammenspiel zwischen Zentralnervensystem, Muskulatur, Gelenkapparat)[6]

## Anwendungsfelder
Die Bewegungskopplung spielt beim Bewegungslernen (Methodik, Training), bei der Beurteilung der Qualität einer Bewegung (Bewegungsanalyse) und bei der Erstellung von Tests zur Erfassung der Bewegungskoordination (Experimentalverfahren) eine wichtige Rolle.

## Beispiele
Beim Kugelstoßen (O’Brien-Technik) findet eine Impulsübertragung vom Fuß über die Beinstreckung, die Hüft- und Rumpfdrehung und die Armstreckung statt, bis die Hand schließlich die Kugel in der Abstoßphase mit der aufgebauten Impulskette entlässt. Dieser ganzkörperliche Schwungaufbau entwickelt, wenn er in einer bruchlosen Bewegungskopplung und harmonischen Bewegungsübertragung stattfindet, eine weitaus höhere Dynamik und Effektivität, als wenn der Kugelstoß lediglich aus der Armkraft erfolgen würde.
Bei einem Schraubensalto gehen die Dreh- und Steuerungsimpulse zu den Bewegungen um die Quer- und Längsachse des Körpers vom Kopf und den Extremitäten aus und übertragen sich von dort auf den Rumpf.